# Laveline-devant-Bruyères
Laveline-devant-Bruyères és un municipi francès, situat al departament dels Vosges i a la regió del Gran Est. L'any 2007 tenia 652 habitants.

## Demografia

### Població
El 2007 la població de fet de Laveline-devant-Bruyères era de 652 persones. Hi havia 286 famílies, de les quals 76 eren unipersonals (40 homes vivint sols i 36 dones vivint soles), 85 parelles sense fills, 77 parelles amb fills i 48 famílies monoparentals amb fills.
La població ha evolucionat segons el següent gràfic:
Habitants censats

### Habitatges
El 2007 hi havia 333 habitatges, 286 eren l'habitatge principal de la família, 13 eren segones residències i 34 estaven desocupats. 150 eren cases i 183 eren apartaments. Dels 286 habitatges principals, 204 estaven ocupats pels seus propietaris, 78 estaven llogats i ocupats pels llogaters i 4 estaven cedits a títol gratuït; 1 tenia una cambra, 11 en tenien dues, 50 en tenien tres, 61 en tenien quatre i 162 en tenien cinc o més. 251 habitatges disposaven pel capbaix d'una plaça de pàrquing. A 141 habitatges hi havia un automòbil i a 93 n'hi havia dos o més.

### Piràmide de població
La piràmide de població per edats i sexe el 2009 era:
| Homes | Edats   | Dones |
| ----- | ------- | ----- |
| 4     | 95 o +  | 0     |
| 0     | 90 a 94 | 4     |
| 12    | 85 a 89 | 4     |
| 4     | 80 a 84 | 4     |
| 12    | 75 a 79 | 24    |
| 8     | 70 a 74 | 20    |
| 16    | 65 a 69 | 20    |
| 16    | 60 a 64 | 20    |
| 16    | 55 a 59 | 16    |
| 40    | 50 a 54 | 24    |
| 28    | 45 a 49 | 36    |
| 28    | 40 a 44 | 16    |
| 12    | 35 a 39 | 24    |
| 20    | 30 a 34 | 24    |
| 16    | 25 a 29 | 24    |
| 36    | 20 a 24 | 4     |
| 36    | 15 a 19 | 24    |
| 16    | 10 a 14 | 24    |
| 12    | 5 a 9   | 20    |
| 16    | 0 a 4   | 12    |

## Economia
El 2007 la població en edat de treballar era de 425 persones, 289 eren actives i 136 eren inactives. De les 289 persones actives 233 estaven ocupades (128 homes i 105 dones) i 56 estaven aturades (25 homes i 31 dones). De les 136 persones inactives 64 estaven jubilades, 28 estaven estudiant i 44 estaven classificades com a «altres inactius».

### Ingressos
El 2009 a Laveline-devant-Bruyères hi havia 291 unitats fiscals que integraven 668 persones, la mediana anual d'ingressos fiscals per persona era de 15.557 €.

### Activitats econòmiques
Dels 20 establiments que hi havia el 2007, 1 era d'una empresa extractiva, 1 d'una empresa alimentària, 3 d'empreses de construcció, 6 d'empreses de comerç i reparació d'automòbils, 2 d'empreses de transport, 3 d'empreses d'hostatgeria i restauració, 1 d'una empresa de serveis, 2 d'entitats de l'administració pública i 1 d'una empresa classificada com a «altres activitats de serveis».
Dels 10 establiments de servei als particulars que hi havia el 2009, 1 era una oficina de correu, 1 taller de reparació d'automòbils i de material agrícola, 2 paletes, 1 guixaire pintor, 1 lampisteria, 1 perruqueria i 3 restaurants.
Dels 2 establiments comercials que hi havia el 2009, 1 era una botiga de menys de 120 m² i 1 una fleca.

## Equipaments sanitaris i escolars
El 2009 hi havia una escola elemental.

## Poblacions més properes
El següent diagrama mostra les poblacions més properes.